# NGC 2284
NGC 2284 este o galaxie situată în constelația Gemenii. A fost descoperită în 20 aprilie 1865 de către Heinrich Louis d'Arrest.